# Luka Kaliterna
Luka Kaliterna (Split, 13. listopada 1893. – Split, 25. veljače 1984.), hrvatski nogometaš i trener, brat Fabjana Kaliterne, jednog od osnivača splitskog Hajduka.

## "Barba Luka"
Luka Kaliterna je bio brat jednog od utemeljitelja Hajduka 1911. jedan od njegovih prvih vratara i legendarni trener kojeg se smatra "ocem baluna" u Splitu a poznat je kao Barba Luka Kaliterna. Godine 1923. bio je prvi domaći trener (dotada su treneri dolazili iz Češke i Engleske). Zanimljivo je pripomenuti da je Luka Kaliterna još 1922. položio i ispit za nogometnog suca, na prvom sudačkom tečaju što ga je te godine organizirao Splitski nogometni podsavez. Ostat će zapisano da je bio trener mnogih hrvatskih nogometnih trenera, da je stvorio tisuće igrača mnogih generacija, da je bio akter mnogih najvećih športskih događanja, utakmica, turneja. Samouki stručnjak najvećeg autoriteta. Luka Kaliterna je još za života postao legenda u pravom smislu riječi, stvarao povijest nogometa, bio je vremeplov Hajduka, čovjek koji je od prvih dana nastanka "majstora s mora" bio neraskidivo vezan uz "bijele".

## Igračka karijera
U prvim godinama poslije 1. svjetskog rata, Luka Kaliterna bio je najpoznatiji hrvatski vratar. On je kasnije postao još poznatiji kao vrlo uspješni i umješni trener, a prije svega nogometni učitelj i odgojitelj mlađih naraštaja. Odgojio je poslije 1. svjetskog rata vrlo poznate igrače, kao što su braća Šime i Veljko Poduje, Janko Rodin, braća Mirko i Ante Bonačić, Ljubo Benčić, braća Otmar i Renzo Gazzari, Miro Dešković, Marko Mikačić, Leo Lemešić, Vlado Kragić, braća Jozo i Frane Matošić kao i još brojni drugi, koji su kasnije redom bili vrsni reprezentativci, te su zajedno sa svojim barba Lukom proslavili nogometni Split i koji su svojom znalačkom igrom pribavili Hajduku ponosni naziv – "majstor s mora".
Njegov prvi službeni nastu za Hajduk bila je utakmica s Borcem u Splitu koju je Hajduk dobio s 8:0. na njoj su tada prvi puta zabilježili prve službene nastupe uz njega i Gazdić, Šitić, Dujmović, Prokeš, Tagliafero, Righi, Borovčić Kurir, Pilić, Hochmann i Machiedo. Gazdić je na njoj dao 4 gola, 2 je dao Mirko machiedo, i po jedan gol Pilić i Hochmann.
Kako je bio vratar nema zabilježenih golova za momčad. Na branku je stao 160 puta, i to 10 puta na službenim natjecanjima i 150 puta na prijateljskim utakmicama.
Statistika u Hajduku
| Natjecanje        | Nastupi | Zgoditci |
| ----------------- | ------- | -------- |
| Prvenstvo         | 0       | 0        |
| Kup               | 0       | 0        |
| Superkup          | 0       | 0        |
| Međunarodne       | 0       | 0        |
| Splitski podsavez | 10      | 0        |
| Ukupno            | 10      | 0        |
| Prijateljske      | 150     | 0        |
| Sveukupno         | 160     | 0        |

## Trenerska karijera
U tadašnjoj momčadi Hajduka mnogi su se isticali kao graditelji igre, posebice Ljubo Benčić i Ante «Tonči» Bonačić. Njihov veliki učitelj, barba Luka, već ih je odavna uputio u sve tajne prevrtljivog "baluna". Vježbao ih je posebice u gađanju loptom, slično kao što streljački učitelji uče strijelce u gađanju cilja. Barba Luka je na kraju igrališta postavljao veliku drvenu ploču, koju su bijelim uzdušnim i poprečnim crtama razdijelili na četvorine. Svaka je četvorina bila označena svojim brojem. Prema Lukinoj zapovijedi učenici bi gađali broj. 
Kaliternine metodske postavke u obuci nogometaša od prije 80 godina i danas se primjenjuju. Posebice, zbog tehničke školovanosti i maštovitosti u samoj igri. Starije generacije nogometnih navijača često ističu kako je "Hajduk" u godinama kada ih je trenirao "Barba Luka" Kaliterna igrao nogomet ljepotom, kakvu naš nogomet ni prije ni poslije toga nije dostigao. I u kasnijim godinama "Barba Luka" je bio na čelu svog «Hajduka». Pod njegovim vodstvom i prije i poslije 2. svjetskog rata Hajduk je osvajao naslove prvaka. Kao prvi, najstariji i najzaslužniji nogometni učitelj u Hrvata, s ukupno više od 65 (!) godina radnog staža, Luka Kaliterna, zajedno s imenom svojeg starijeg brata ing. Fabjana Kaliterne, još jednog od utemeljitelja Hajduka, davno je već ušao u povijest ne samo splitskog, nego i ukupnog hrvatskog nogometnog športa. 
Uzor ne samo naših trenera, nego i jedan od najstarijih naših športskih djelatnika uopće, Barba Luka počeo je kao «priučeni trener» bez posebne škole. Za to je rekao:
U nekoliko navrata bio je trener "svom" Hajduku i RNK Split, pa je između ostalog uveo taj klub i u Prvu ligu. Trenirao je i nogometaše Rijeke (1959./60. trenirao je Miroslava Blaževića) i Zadra. 
Danas se pamti najviše po radu s najmlađima, a barba Luki je oduvijek to bio najdraži posao, poznata je njegova misao:
Luka Kaliterna je davno prije nego uspjeha Barcelonine popularizirane tika take izjavio postavke tog nogometa Jednom takni, drugom makni!

## Priznanja

### Igračka
Hajduk Split
- Prvenstvo Jugoslavije: 1927. i 1929.

### Trenerska
Hajduk Split
- Prva savezna liga: 1950.

RNK Split
- Druga savezna liga: 1956./57.

## Zanimljivosti
Luka Kaliterna trenirao je kao juniora Davorina Rudolfa, koji je poslije postao poznati hrvatski pravni stručnjak.
Kad je na utakmici protiv Slavije iz Praga primio deset golova, Barba Luka je rekao:
A i danas u Hajduku često citiraju:
Luka Kaliterna se mogao pohvaliti rijetkim rekordima:
- Bio je vratar "Hajduka" od samog utemeljenja 1911. do 1923.
- Kao trener "Hajduka" osvojio je tri puta naslov prvaka, prvi naslov 1927., drugi 1929. i treći, nakon 21 godine čekanja, 1950.
- Deset od jedanaest igrača reprezentacije tadašnje Kraljevine SHS u dvoboju s Čehoslovačkom, 1924. u Zagrebu, bili su igrači iz Hajduka, kojega je tada vodio upravo Barba Luka
- Bio je djelatan više od 65 godina.

Dobitnik je najviše nagrade Hrvatskog nogometnog saveza, Trofej podmlatka, i to u prvoj godini dodjeljivanja nagrade, 1979.
U vrijeme igranja za Hajduka "Barba Luka" je bio i veslač splitskog Gusara, s kojim je čak tri puta bio i prvak Jugoslavije, a nastupio je i u osmercu reprezentacije na europskom prvenstvu 1924. u Zürichu.
Zauzima posebno mjesto u Kući slave splitskog športa, gdje je uvršten prilikom samog njenog otvorenja.

## Privatni život
Negov posljednji potomak danas mu je unuka Magda Kaliterna, nastanjena u Splitu na Bačvicama.

## Knjige o Luki Kaliterni
- Stjepan Jukić Peladić: Legendarni barba Luka Kaliterna, 2012.[2]

## Vanjske poveznice
- Slobodna Dalmacija: Hommage prosvjetitelju baluna
- Kuća slave splitskog športa  Arhivirana inačica izvorne stranice od 22. prosinca 2008. (Wayback Machine)
- Video:Prvi nastup za Hajduk